# ألن وات (مؤلف)
ألن وات (بالإنجليزية: Alan Watt)‏ (1965، أبردين في المملكة المتحدة)؛ ممثل، رسام وروائي كندي.

## روابط خارجية
- ألن وات على موقع IMDb (الإنجليزية)
- ألن وات على موقع IMDb (الإنجليزية)
- ألن وات على موقع قاعدة بيانات الفيلم (الإنجليزية)